# Талвет, Юри
Юри (Юрий) Талвет (эст. Jüri Talvet; псевдоним — Юри Перлер, 17 декабря 1945, Пярну) — эстонский поэт, литературовед, эссеист и переводчик.

## Биография
С 1953 по 1964 год ходил в школу № 2 города Пярну. После прохождения службы в советской армии, с 1967 по 1972 год учился на филологическом факультете Тартуского университета, получил специальность «английская филология». В 1972—1973 годах был литературным сотрудником университетской газеты «Tartu Ülikool». С 1974 года преподавал историю и зарубежную литературу в Тартуском университете. В 1981 году он защитил в Ленинградском университете кандидатскую диссертацию об испанском поэте Матео Алемане на тему «Плутовской роман Матео Алемана „Гусман де Альфараче“ и проблемы формирования реалистического романа». С 1992 года — профессор и заведующий кафедрой сравнительной литературы в Тартуском университете.
В рамках своего обучения он провёл длительный период времени на Кубе (1979—1980), а также путешествовал по Испании и Латинской Америке. С 1984 года Талвет является членом Союза писателей Эстонии и членом эстонского ПЕН-клуба.
Юри Талвет живёт в Тарту. Его сестра — эстонский дипломат, поэтесса и переводчица Малле Талвет-Мустонен.

## Научная работа
Юри Талвет специализируется на исследованиях в области испанистики. Он также способствовал развитию сравнительного литературоведения в Эстонии. В частности, им был основан журнал «Inter litteraria» (ISSN 1406-0701), который выходит ежегодно с 1996 года, и в котором публикуются статьи на английском, немецком, французском и испанском языках. Кроме того, Талвет является автором многочисленных исследований эстонской литературы, в частности, творчества Юхана Лийва и Калевипоэга Фридриха Крейцвальда.

## Литературная деятельность
Дебютный сборник стихов Талвета «Äratused» вышел в 1981 году. Он содержит преимущественно любовную лирику, в некотором роде близкую к испанской лирике. С публикацией последующих сборников стихов он укрепил свою позицию в качестве одного из самых известных эстонских поэтов современности. Его эссеистика также внесла важный вклад в культурную дискуссию в Эстонии. Его очерки об Испании часто сравнивали с творчеством Фридеберта Тугласа, чьи записи об Испании считаются классикой эстонской литературы.

## Переводы
Талвет переводил с испанского прежде всего поэзию, но также и прозу на эстонский язык. Им были переведены произведения Франсиско де Кеведо, Рамона Гомеса де ла Серны, Марио Варгасо Льосы, Сальвадор Эсприу, Висенте Александре, Пио Бароха, Габриэля Гарсиа Маркеса, Хуана Хосе Арреолы, Хуано Рульфо и Хосе Эмилио Пачеко. Некоторые переводы он выполнил совместно с Айном Каалепом и Астой Пылдмяэ. Переводит и с английского, португальского, каталанского и итальянского языков.

## Награды
- 1986 — Литературная премия Эстонской ССР имени Юхана Смуула.
- 1997 — Премия Юхана Лийва
- 2001 — Орден Белой звезды IV класса
- 2016 — член Европейской Академии

## Сочинения

### Поэзия
- Äratused (Tallinn, Eesti Raamat, 1981)
- Ambur ja karje (Tallinn, Eesti Raamat, 1986)
- Hinge kulg ja kliima üllatused (Tallinn, Eesti Raamat, 1990)
- Eesti eleegia ja teisi luuletusi (Tallinn, Kupar, 1997)
- Kas sul viinamarju ka on? (Tartu, Ilmamaa, 2001)
- Unest, lumest (Tartu, Ilmamaa, 2005)
- Silmad peksavad une seinu (Tartu, Ilmamaa, 2008)
- Elegía estonia y otros poemas (Valencia, Palmart Capitelum, 2002)
- Estonian Elegy. Selected Poems (Toronto, Guernica, 2008)
- Del sueño, de la nieve (Antología 2001—2009) (Zaragoza, Olifante Ediciones de Poesía, 2010)

### Проза
- Teekond Hispaaniasse (Tallinn, Loomingu Raamatukogu, 1985)
- Hispaaniast Ameerikasse (Tallinn, Eesti Raamat, 1992)
- Hispaania vaim (Tartu, Ilmamaa, 1995)
- Ameerika märkmed ehk Kaemusi Eestist (Tartu, Ilmamaa, 2000)
- Sümbiootiline kultuur (Tartu, Tartu Ülikooli Kirjastus, 2005)
- Tõrjumatu äär (Tartu, Ilmamaa, 2005)
- A Call for Cultural Symbiosis (Toronto, Guernica, 2005)

### Переводы
- Kadunud aja meri, Gabriel García Márquez (Tallinn, Loomingu Raamatukogu, 1980)
- Tormese Lazarillo elukäik, (Tallinn, Eesti Raamat, 1983)
- Valik luulet, Francisco de Quevedo (Tallinn, Eesti Raamat, 1987)
- Käsioraakel ja arukuse kunst, Baltasar Gracián (Tallinn, Eesti Raamat, 1993)
- Elu on unenägu, Pedro Calderón de la Barca (Tallinn, Kunst, 1999)
- Suur maailmateater, Pedro Calderón de la Barca (Tartu, Tartu Ülikooli Kirjastus, 2006)
- Sevilla pilkaja ja kivist külaline, Tirso de Molina (Tartu, Tartu Ülikooli Kirjastus, 2006)
- On the Way Home: An Anthology of Contemporary Estonian Poetry (New Delhi, Sarup & Sons, 2006)
- Kindel kui linnulend, H. L. Hix (Tartu, Tartu Ülikooli Kirjastus, 2007)
- Kohaühtsus, Carlos Vitale (Tartu, Tartu Ülikooli Kirjastus, 2008)